# Moussa Dadis Camara
Moussa Dadis Camara, od 2010 jako Moïse Dadis Camara (ur. 1 stycznia 1964 lub 29 grudnia 1968 w Kouré, Prefektura Lola) – gwinejski wojskowy, kapitan. 24 grudnia 2008 ogłosił się prezydentem republiki oraz został liderem Rady Narodowej na rzecz Demokracji i Rozwoju (CNDD), wojskowej junty, która dokonała zamachu stanu w Gwinei po śmierci prezydenta Lansany Contégo.
W czasie sprawowania władzy był odpowiedzialny za brutalne stłumienie protestu opozycji we wrześniu 2009. 3 grudnia 2009 został ranny w czasie nieudanego zamachu na jego życie i hospitalizowany za granicą, p.o. prezydenta Gwinei został wówczas Sékouba Konaté. Pozostając nominalnie głową państwa, 15 stycznia 2010 zgodził się zrezygnować z realnej władzy i zostać w Burkina Faso. 21 grudnia 2010 nowym prezydentem państwa został Alpha Condé.

## Młodość i kariera wojskowa
Moussa Dadis Camara urodził się w 1964 lub 1968 w rolniczej rodzinie w Kouré, w Prefekturze Lola, graniczącej z Liberią oraz Wybrzeżem Kości Słoniowej. Pochodzi z grupy etnicznej kpelle. Do szkoły uczęszczał w oddalonym o 40 km mieście i stolicy regionu, Nzérékoré. Następnie opuścił dom rodzinny i przeniósł się do stolicy w celu podjęcia studiów. By zarobić na utrzymanie, miał sprzedawać na ulicy orzechy koli. W 1986 ukończył ekonomię na Uniwersytecie Gamala Abdela Nassera w Konakry.
Po studiach rozpoczął, trwającą 18 lat, karierę wojskową. W 1990 wstąpił do armii jako kapral. W czasie służby był szefem zaopatrzenia w bazie wojskowej w Kondii. W latach 2001–2002 służył w misji pokojowej ONZ w Sierra Leone. Uczestniczył w szeregu szkoleń wojskowych, m.in. w 2004, w trwającym 18 miesięcy szkoleniu w Bremie w Niemczech. Camara był jednym z przywódców zamieszek, jakie wybuchły wśród żołnierzy w Gwinei wiosną 2007 oraz w maju 2008 z powodu niewypłacania przez rząd zaległego żołdu.
W listopadzie 2008 objął on stanowisko dyrektora generalnego jednostki ds. zaopatrzenia w paliwo oraz członka gabinetu ministra obrony.
22 sierpnia 2010 przeszedł z islamu na chrześcijaństwo. W kościele w Wagadugu przyjął chrzest i wziął ślub kościelny z Jeanne Sabą. Zmienił imię na Moïse Dadis Camara. Mówi w pięciu językach: francuskim, niemieckim, kpelle, maninka i susu.

## Zamach stanu i przejęcie władzy

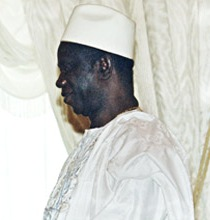
Prezydent Lansana Conté, rządzący Gwineą w latach 1984–2008.

23 grudnia 2008 kapitan Moussa Dadis Camara, sześć godzin po ogłoszeniu śmierci prezydenta Lansany Contégo, rozpoczął w kraju wojskowy zamach stanu. W telewizyjnym oświadczeniu zapowiedział powołanie Rady Narodowej na rzecz Demokracji i Rozwoju (fr. Conseil National de la Démocratie et du Developement, CNDD) i przejęcie przez nią władzy od rządu. Ogłosił zawieszenie konstytucji oraz działalności partii politycznych, a także rozwiązanie rządu i innych instytucji republiki. Przewodniczący parlamentu, Aboubacar Somparé, który zgodnie z prawem powinien objąć funkcję p.o. prezydenta oraz premier Ahmed Tidiane Souaré nie uznali decyzji junty wojskowej, uważając się dalej za prawomocne władze kraju.
23 grudnia 2008 został wybrany przewodniczącym Rady Narodowej na rzecz Demokracji i Rozwoju (CNDD), w skład której weszło 32 członków (w tym 6 cywilnych). W początkowej fazie przewrotu doszło do sporu o władzę pomiędzy nim a pułkownikiem Sékoubą Konatém. W głównych koszarach wojska w stolicy, zwolennicy Konaté wszczęli bunt i zażądali oddania władzy w jego ręce. Kwestię przywództwa dwaj wojskowi zgodzili się rozstrzygnąć na drodze losowania. Kartkę papieru z napisem „prezydent” ze słoika po majonezie (z którego losowano) wyciągnął, i to dwukrotnie (losowanie powtórzono), Camara. Konaté otrzymał w zamian stanowisko wiceprezydenta CNDD.
Camara przestrzegł siły rządowe przed rekrutowaniem najemników w celu destabilizacji sytuacji w kraju oraz zapowiedział wprowadzenie godziny policyjnej. Ogłosił, iż CNDD nie ma ambicji zatrzymania władzy i ma zamiar przeprowadzenia wiarygodnych i przejrzystych wyborów w terminie do grudnia 2010, kiedy dobiegałaby końca kadencja zmarłego prezydenta Conté.
24 grudnia 2008 Camara ogłosił się prezydentem republiki oraz wezwał dotychczasowy rząd do stawienia się w kwaterze junty w ciągu 24 godzin i oddania się w jej ręce. Premier Souaré spełnił ultimatum i stawił się przed Camarą następnego dnia. Ten poinformował go o przejęciu władzy w państwie i pozwolił na kontynuowanie pracy przez dotychczasowy rząd. Kilka dni później, 30 grudnia 2009, wbrew wcześniejszym zapowiedziom, Camara zdymisjonował gabinet i nowym premierem mianował niezależnego bankiera Kabiné Komarę.
25 grudnia 2009, przemawiając w radiu, stwierdził, że nie zamierza ubiegać się o fotel prezydenta w przyszłych wyborach. Zobowiązał się również do zorganizowania wystawnego pogrzebu zmarłemu prezydentowi Conté i zapowiedział spotkanie z międzynarodowymi przedstawicielami w celu zapewnienia ich o swoich pokojowych intencjach".

## Rządy kapitana Camary

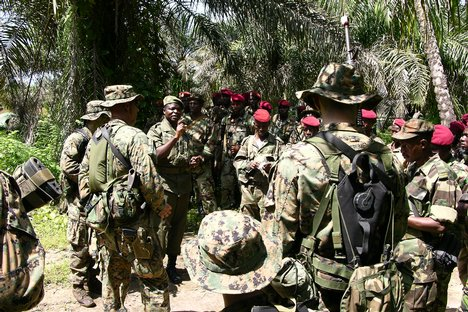
Oddział gwinejskiej junty wojskowej.

Kapitan Camara kilkakrotnie wypowiadał się na temat swojego udziału w wyborach prezydenckich, zmieniając często swoje poprzednie deklaracje. 5 stycznia 2009 zmienił swoje pierwotne plany i ogłosił organizację wyborów, zarówno parlamentarnych i prezydenckich, we wcześniejszym terminie, do końca 2009. Zobowiązał się także do nieuczestniczenia w nich. W kwietniu 2009 zmienił zdanie i stwierdził, że „jak każdy obywatel ma prawo wziąć udział w wyborach prezydenckich”. Dodał, że „nikt nie urodził się żołnierzem”. Pod koniec marca rząd wyznaczył datę wyborów prezydenckich na 13 grudnia 2009. 10 maja 2009 Camara po raz wtóry zmienił stanowisko i orzekł, że ani on, ani żaden inny oficer wchodzący w skład CNDD nie wezmą udziału w wyborach. W połowie sierpnia przesunął termin wyborów, wyznaczając ich nową datę na 31 stycznia 2010. Kilka dni później ogłosił, że nie wyklucza możliwości wzięcia w nich udziału. Jego zwolennicy utworzyli w sierpniu ruch „Dadis Musi Zostać”, wzywając go startu w wyborach i kontynuowania rządów.
Rządy kapitana Camary charakteryzowały się podkreślaniem znaczenia i roli nowych władz. Władze zobowiązały się do walki z korupcją i przemytem narkotyków oraz do przywrócenia porządku i bezpieczeństwa. W styczniu 2009 Camara ogłosił przeprowadzenie zmian w sektorze górnictwa, w tym w wydobyciu boksytów, których w Gwinei znajduje się ponad 1/3 światowych zasobów. Zapowiedział dokonanie rewizji kontraktów zawartych przez poprzednią administrację i nieleżących w interesie narodu. W styczniu 2009 czternastu byłych ministrów i biznesmenów stanęło przez specjalną komisją, badającą przypadki nadużyć finansowych i korupcji. W lutym 2009 aresztowany został Ousmane Conté, syn zmarłego prezydenta, który przed kamerami telewizji przyznał się do przemycania kokainy. W marcu pod zarzutem korupcji i defraudacji państwowych funduszy aresztowanych zostało wielu dawnych urzędników i doradców prezydenta Conté, w tym były premier Ahmed Tidiane Souaré. Premier Souaré i dwaj inni byli ministrowie zostali zwolnieni na początku kwietnia po tym, jak zgodzili się zwrócić pieniądze, o defraudację których zostali oskarżeni. Premier zgodził się zwrócić kwotę 2,5 mln USD. W czerwcu 2009 został jednak ponownie aresztowany, gdyż nie wpłacił wymaganej kwoty.
W lipcu 2009 Camara zmusił członków straży prezydenckiej do publicznego błagania o przebaczenie po tym, jak ich szef wdał się w spór na temat wielkości datków przeznaczonych przez japoński rząd gwinejskiej policji.
12 lipca 2009 siły zbrojne Gwinei zostały postawione w stan najwyższej gotowości po tym, jak Ministerstwo Obrony otrzymało od służb bezpieczeństwa informacje o możliwości ataku zbrojnego na Gwineę od strony granicy z Gwineą Bissau, Senegalem i Liberią. Władze o próbę ataku i przeprowadzenie zamachu stanu oskarżyły przywódców karteli narkotykowych i stwierdziły, że miało to stanowić odpowiedź na walkę rządu z przemytem narkotyków.
W połowie września 2009 Unia Afrykańska ogłosiła nałożenie na Camarę i jego współtowarzyszy z CNDD sankcji politycznych z powodu zamiaru ubiegania się przez niego o prezydenturę oraz „pogarszania się sytuacji w Gwinei i konsekwencji wynikających z tego dla procesu przywracania porządku konstytucyjnego”.

### Protest opozycji
Autorytarne rządy Camary doprowadziły do spadku poparcia nowej ekipy wśród społeczeństwa, wzrostu niezadowolenia w kraju oraz krytyki ze strony partii opozycyjnych. Opozycja, sprzeciwiająca się zamiarom startu kapitana Camary w wyborach prezydenckich, zorganizowała 28 września 2009 pokojowy wiec w Konakry, który został brutalnie stłumiony przez władze. W wyniku ostrzału zgromadzanego tłumu przez wojsko zginęło, według organizacji broniących praw człowieka, co najmniej 157 osób, a ponad 1,2 tys. zostało rannych.
Moussa Dadis Camara, w udzielonym wywiadzie, przyznał, że za zaistniałe wydarzenia odpowiedzialni są żołnierze, którzy stracili panowanie nad sytuacją. Dodał, że trudne jest kontrolowanie wojska w sytuacji napięcia w kraju i wyraził swój „głęboki smutek”. Powiedział, że „w Gwinei po raz pierwszy zdarzyło się coś takiego”. Jednocześnie oskarżył liderów opozycji o podżeganie do niepokojów i „rozdawanie pieniędzy wśród młodzieży w celu wszczynania buntu”. Władze zakazały wszelkich masowych zgromadzeń o „charakterze wywrotowym” i ogłosiły dwudniową żałobę narodową. Camara dodał, że sprawcy protestu i ich sponsorzy zostaną surowo ukarani. Wezwał autorytety religijne, organizacje społecznie, partie polityczne i media do powstrzymania się od oświadczeń i działań mogących spowodować zakłócenie porządku publicznego. Opowiedział się za utworzeniem nowego „rządu jedności narodowej”, złożonego z przedstawicieli różnych partii politycznych oraz powołaniem międzynarodowej komisji śledczej pod egidą ONZ w celu zbadania okoliczności ostatniego protestu oraz protestów ze stycznia i lutego 2007. Zaapelował również do afrykańskich przywódców o pomoc w mediacji między różnymi siłami politycznymi wewnątrz kraju. Wydarzenia w Konakry posłużyły mu także do uzasadnienia konieczności swojego startu w wyborach prezydenckich. Stwierdził, że w zaistniałej sytuacji stał się „zakładnikiem” armii, gdyż ta, w przypadku wycofania się przez niego z wyborów lub rezygnacji ze stanowiska, gotowa byłaby dokonać kolejnego zamachu stanu.
Społeczność międzynarodowa potępiła brutalne stłumienie protestu. Pod koniec października Unia Europejska i Unia Afrykańska uchwaliły sankcje przeciw Gwinei, obejmujące zakaz podróżowania i zamrożenie aktywów finansowych członków junty wojskowej na ich terytorium. Misji mediacyjnej, mającej doprowadzić do pojednania władz i opozycji, podjął się z ramienia ECOWAS prezydent Burkina Faso, Blaise Compaoré.
Międzynarodowy Trybunał Karny wszczął wstępne dochodzenie w sprawie protestu w Konakry, a ONZ powołała specjalną komisję ds. zbadania wydarzeń w Gwinei. Według jej raportu, opublikowanego 21 grudnia 2009, Camara, wraz z grupą innych czołowych członków junty, ponosił osobistą odpowiedzialność za masakrę ludności. Komisja zaapelowała o postawienie wszystkich przed międzynarodowym wymiarem sprawiedliwości. Stwierdziła, że działania gwinejskich władz noszą znamiona zbrodni przeciwko ludzkości.

### Próba zabójstwa
3 grudnia 2009 Camara stał się celem zamachu, którego, według oficjalnych źródeł gwinejskich, dokonał jego adiutant Aboubacar „Toumba” Diakité. Postrzelił on Camarę w czasie spotkania obu oficerów w obozie wojskowym, w pobliżu siedziby straży prezydenckiej, około godziny 19. Camara został ranny, lecz uszedł z życiem. Po zdarzeniu, Diakité wydostał się z obozu, a władze wydały nakaz jego aresztowania. Zdaniem komentatorów, zamach mógł być bezpośrednio związany z krwawym stłumieniem protestu opozycji we wrześniu 2009. Diakité, według naocznych świadków, był jednym z głównych uczestników masakry na stadionie. Już od pewnego czasu pozostawał w napiętych relacjach z Camarą, który, wraz pogłębiającą się izolacją międzynarodową i rozpoczęciem śledztwa specjalnej komisji ONZ w sprawie masakry, pozostawał pod coraz większą presją wskazania winnych brutalnych wydarzeń.
Jeszcze tego samego dnia samolot z ekipą medyczną wysłały do Konakry władze sąsiedniego Senegalu. Początkowo władze informowały, że Camara odniósł tylko powierzchowne rany głowy. Jednakże 4 grudnia 2009 został przewieziony do szpitala wojskowego Hay Riyad na obrzeżach Rabatu w Maroku, oficjalnie w celu przeprowadzenia kompleksowych badań. W późniejszym czasie prezydent Blaise Compaoré, opierając się na relacji osobistego lekarza Camary, powiedział, że jego „stan jest poważny, lecz nie krytyczny” oraz że został trafiony pociskami i prawdopodobnie będzie musiał przejść z tego powodu operację. 5 grudnia 2009 minister informacji, Idrissa Cherif, ogłosił, że Camara przeszedł niewielką operację głowy, jego stan jest korzystny, a życiu nie zagraża niebezpieczeństwo.
Tymczasowe rządy w kraju przejął, na czas nieobecności Camary, pułkownik Sékouba Konaté, który powrócił do Gwinei z podróży do Libanu. Władze ogłosiły, że próba zabójstwa Camary była w istocie próbą zamachu stanu i obiecały nagrodę za pomoc w schwytaniu Diakité. W czasie strzelaniny zginął ochroniarz Camary i jego kierowca. Tymczasem Diakité skontaktował się telefonicznie z agencją AFP, informując, że jest w bezpiecznym miejscu w otoczeniu wiernych mu ludzi. Władze ogłosiły aresztowanie czterech oficerów zamieszanych w spisek, w tym troje na granicy z Sierra Leone.
W kolejnych dniach władze rozpoczęły akcję zatrzymywania wszystkich zwolenników Diakité i osób zaangażowanych w spisek. Poinformowały o aresztowaniu ponad 100 osób. Akcja przybrała jednak brutalną formę. Wojsko przeczesywało dzielnice Konakry, nie licząc się z ludnością cywilną oraz strzelało do każdego, kto uciekał przed patrolami. O inspirowanie zamachu oskarżyły także ministra spraw zagranicznych Francji, Bernarda Kouchnera. 16 grudnia Diakité udzielił wywiadu francuskiemu radiu, w którym zdementował pogłoski, jakoby prezydent miał zostać tylko lekko ranny w głowę. Przywódca buntu stwierdził, iż osobiście postrzelił Camarę w szyję. Obwinił go również o próbę zrzucania na niego winy za masakrę cywilów na stadionie w Konakry. Raport ONZ z grudnia 2009 stwierdzał, że wśród odpowiedzialnych za wydarzenia znajdowali się zarówno Camara, jak i Diakité. 28 grudnia 2009 p.o. prezydenta Sékouba Konaté udał się z wizytą do Maroka, po której oświadczył, że życie Camary nie jest zagrożone.

## Rezygnacja z władzy
12 stycznia 2010 Camara został nieoczekiwanie przewieziony ze szpitala w Maroku do Burkina Faso, gdzie według władz tego państwa miał kontynuować swoją rekonwalescencję. Początkowo cel jego podróży nie był znany. Sam Camara sądził, że wracał do Gwinei i według relacji, był zdziwiony i zszokowany, kiedy spostrzegł już na miejscu, że znalazł się w Wagadugu. Jego powrót do zdrowia zrodził pytania na temat dalszych losów kraju i planowanego porozumienia z opozycją. Powrotowi Camary do życia politycznego przeciwna była opozycja oraz część społeczności międzynarodowej. Stany Zjednoczone wyraziły obawy na ten temat, a Francja już miesiąc wcześniej ostrzegła, że mogłoby to doprowadzić do wojny domowej w Gwinei. Po wylądowaniu w Burkina Faso, Camara domagał się niezwłocznego powrotu do ojczyzny. Tego samego zażądali jego stronnicy we władzach junty. W celu rozwiązania problemu podziału władzy, 13 stycznia 2010 do Wagadugu udał się p.o. prezydenta Sékouba Konaté. Ostrzegł on wojskowych, że powrót Camary może spowodować pogłębienie izolacji kraju na arenie międzynarodowej i dalsze wstrzymanie pomocy zagranicznej. W czasie trzydniowych rozmów z Camarą, przy mediacji prezydenta Compaoré, Konaté zagroził dymisją z zajmowanego stanowiska w przypadku nieosiągnięcia realnego porozumienia w kwestii podziału władzy w kraju.
15 stycznia 2010 Camara, Konaté i Compaoré osiągnęli konsensus i podpisali porozumienie w sprawie powrotu Gwinei do rządów cywilnych. Camara zgodził się pozostać w Burkina Faso, gdzie miał powrócić do pełni sił. Poparł przy tym plan porozumienia z opozycją zaproponowany wcześniej przez Konaté, który miał dalej pełnić funkcję prezydenta. Porozumienie przewidywało powołanie rządu złożonego z członków junty oraz opozycji z opozycyjnym premierem na czele. Nowy rząd miał sprawować mandat do czasu wyborów, organizację których zaplanowano w ciągu sześciu miesięcy. Zakazem startu zostali objęci wszyscy członkowie rządu oraz junty wojskowej. W celu nadzorowania transferu władzy miała zostać utworzona licząca 101 członków specjalna rada, składająca się z liderów religijnych. 18 stycznia 2010 opozycja przedstawiła kandydaturę Jeana-Marie Dorégo na stanowisko szefa rządu. Następnego dnia Konaté nominował go na stanowisko premiera. W skład 30-osobowego rządu weszło po 10 przedstawicieli junty wojskowej, opozycji i władz regionalnych.
Osiągnięcie porozumienia z opozycją i wycofanie się Camary z życia politycznego spotkało się z pozytywną reakcją społeczności międzynarodowej. Unia Afrykańska wyraziła zadowolenie z powziętych decyzji, które nazwała "pozytywnym rozwojem sytuacji". Francja określiła je mianem „decydującego etapu” w zakończeniu trwającego od roku kryzysu politycznego, prowadzącego do ustanowieniu rządów prawa i sprawiedliwości. 17 stycznia 2010 Camara, po raz pierwszy od czasu zamachu, zabrał publicznie głos. W przemówieniu ze stolicy Burkina Faso potwierdził swoje poparcie dla powołania przejściowego rządu i organizacji wyborów. Stwierdził, że porozumienie podpisał w sposób dobrowolny. Ogłosił, że nie weźmie udziału w wyborach prezydenckich oraz nie wróci do Gwinei w najbliższej przyszłości. Oznajmił, że potrzebuje odpoczynku i okresu rekonwalescencji, po której „będzie wolny i odejdzie, dokąd zechce”.
W lutym 2010 komisja wyborcza wyznaczyła datę wyborów prezydenckich na 27 czerwca 2010. Na kilka dni przed wyborami Camara zaapelował do obywateli o aktywny udział w głosowaniu, ogłaszając przy tym swoje neutralne stanowisko i nie udzielając poparcia żadnemu z kandydatów.
W wyniku wyborów przeprowadzonych po raz pierwszy w historii kraju w sposób demokratyczny (II tura wyborów odbyła się 7 listopada 2010), nowym prezydentem państwa został Alpha Condé, który objął urząd 21 grudnia 2010. Dwa dni przed jego zaprzysiężeniem Camara, przebywający wciąż w Burkina Faso, ogłosił wolę powrotu do ojczyzny. Stwierdził, że pragnie być „użytecznym dla kraju i nowego prezydenta”, choć oświadczył, że nie ma ambicji powrotu do polityki. Władze Gwinei nie odniosły się wówczas do jego stanowiska. Jednak 26 stycznia 2011 prezydent Condé oznajmił, że Camara ma swobodę w powrocie do Gwinei i może tego dokonać kiedykolwiek zechce.